# Valfrid Paulsson-reservatet
Valfrid Paulsson-reservatet este o arie protejată (arie specială de conservare — SAC, sit de importanță comunitară — SCI) din Suedia întinsă pe o suprafață de 33,6 ha, integral pe uscat.

## Localizare
Centrul sitului Valfrid Paulsson-reservatet este situat la coordonatele 64°24′51″N 19°27′22″E / 64.4142°N 19.456°E.

## Înființare
Situl Valfrid Paulsson-reservatet a fost declarat sit de importanță comunitară în iunie 2001 pentru a proteja un număr necunoscut de specii din flora spontană și fauna sălbatică aflate în arealul zonei. Situl a fost protejat și ca arie specială de conservare în martie 2011.

## Biodiversitate
Situată în ecoregiunea boreală, aria protejată conține 3 habitate naturale: Păduri de conifere pe eskere fluvioglaciare sau legate la acestea, Ape oligotrofe din câmpii nisipoase, cu un conținut foarte redus de minerale (Littorelletalia uniflorae), Taiga vestică.
La baza desemnării sitului se află un număr nedeclarat de specii protejate.